# Список навчальних мов програмування
Цей список перелічує мови програмування, які було створено як інструмент навчання, а не для створення робочих програм.
- Logo
- Scratch
- Etoys
- Squeak